# Riu de Tristaina
Riu de Tristaina är ett vattendrag i Andorra. Det ligger i parroquian Ordino, i den nordvästra delen av landet. Floden byter kort före orten Ordino namn till Riu Valira del Nord.
I trakten runt Riu de Tristaina förekommer i huvudsak skog och närmast floden gräsmarker samt jordbruksmark.